# تیم ملی کریکت بانوان افغانستان
تیم ملی کریکت بانوان افغانستان تیمی مختص به زنان در افغانستان بود که به نمایندگی از این کشور در رقابت‌های رسمی و دوستانه کریکت بانوان شرکت می‌کرد. این تیم در سال ۲۰۱۰ تشکیل شد و در سال ۲۰۱۴ منحل گردید.